# マーティン・ケリー
マーティン・ロナルド・ケリー（Martin Ronald Kelly、1990年4月27日 - ）は、イングランド・マージーサイドウィストン出身のサッカー選手。元イングランド代表。ポジションはディフェンダー。

## 経歴
リヴァプールFCのユース育ちの生え抜きの選手。2009-10シーズンのUEFAチャンピオンズリーググループステージのオリンピック・リヨン戦でトップチームスタメンデビューを果たし、右サイドバックでプレーし、7.0という高い評価を受けた。その後は怪我の影響によりトップチーム定着のチャンスを逃した。怪我の完治後はチームの不振もあり、出場機会を得ることができなかった。
2010-11シーズンも変わらず、ベンチには入るものの、出場機会は得られずにいた。しかし、10月のチェルシーFC戦直前のウォーミングアップで右サイドバックのレギュラーであるグレン・ジョンソンが負傷し急遽試合に出場することとなるが、安定したプレーを見せ、首位を独走していたチェルシーFC相手のクリーンシート達成に貢献した。その後も出場機会を得ていたがグレン・ジョンソンの復帰後、監督のロイ・ホジソンはジョンソンを起用したため、再び出場機会を失うこととなった。
しかし、2011年1月にホジソン監督が解任され、ケニー・ダルグリッシュ監督が就任したことが転機となった。ダルグリッシュ就任後の初戦、FAカップのマンチェスター・ユナイテッドFC戦において、イングランド代表の右サイドバックレギュラーであるグレン・ジョンソンが左サイドバックに起用され、ケリーは右サイドバックで起用される。試合には敗れたもののケリーはここで良好なパフォーマンスを見せ、以後シーズン終了まで怪我で出られない時を除いて右サイドバックで多用された。

## 個人成績
| クラブ                            | シーズン | リーグ         | リーグ | リーグ | FAカップ | FAカップ | リーグカップ | リーグカップ | 国際大会 | 国際大会 | 合計 | 合計 |
| クラブ                            | シーズン | リーグ         | 出場   | 得点   | 出場     | 得点     | 出場         | 得点         | 出場     | 得点     | 出場 | 得点 |
| --------------------------------- | -------- | -------------- | ------ | ------ | -------- | -------- | ------------ | ------------ | -------- | -------- | ---- | ---- |
| リヴァプール                      | 2008-09  | プレミアリーグ | 0      | 0      | 0        | 0        | 0            | 0            | 1        | 0        | 1    | 0    |
| リヴァプール                      | 2009-10  | プレミアリーグ | 1      | 0      | 0        | 0        | 0            | 0            | 2        | 0        | 3    | 0    |
| リヴァプール                      | 2010-11  | プレミアリーグ | 11     | 0      | 1        | 0        | 1            | 0            | 10       | 0        | 23   | 0    |
| リヴァプール                      | 2011-12  | プレミアリーグ | 12     | 0      | 3        | 0        | 5            | 1            | -        | -        | 20   | 1    |
| リヴァプール                      | 2012-13  | プレミアリーグ | 4      | 0      | 0        | 0        | 0            | 0            | 3        | 0        | 7    | 0    |
| リヴァプール                      | 2013-14  | プレミアリーグ | 5      | 0      | 2        | 0        | 1            | 0            | -        | -        | 8    | 0    |
| リヴァプール                      | 合計     | 合計           | 33     | 0      | 6        | 0        | 7            | 1            | 16       | 0        | 62   | 1    |
| ハダースフィールド・タウン (loan) | 2008-09  | リーグ1        | 7      | 1      | -        | -        | -            | -            | -        | -        | 7    | 1    |
| クリスタル・パレス                | 2014-15  | プレミアリーグ | 31     | 0      | 3        | 0        | 0            | 0            | -        | -        | 34   | 0    |
| クリスタル・パレス                | 2015-16  | プレミアリーグ | 13     | 0      | 1        | 1        | 3            | 0            | -        | -        | 17   | 1    |
| クリスタル・パレス                | 合計     | 合計           | 44     | 0      | 4        | 1        | 3            | 0            | -        | -        | 51   | 1    |
| 通算                              | 通算     | 通算           | 84     | 1      | 10       | 1        | 10           | 1            | 16       | 0        | 120  | 3    |

## タイトル

### クラブ
リヴァプールFC
- プレミアリザーブリーグ：2008
- フットボールリーグカップ：2012